# アビシニアクイナ
アビシニアクイナ(学名：Rougetius rougetii) は、ツル目クイナ科に分類される鳥類の一種である。本種のみでアビシニアクイナ属を形成する。

## 分布
エチオピア、エリトリアの高地に分布する。

## 形態
体長約30cm。体の上面は暗いオリーブ色がかった褐色で、顔は暗褐色で眼先に赤茶色の線斑がある。体の下面は赤みがかった栗色である。虹彩は赤褐色、嘴と脚は灰赤色である。

## 生態
草地や荒地の湿地に生息する。日中は茂みの中に潜んでおり、夕方や明け方に活動する。
植物の種子や昆虫類、甲殻類、小型の爬虫類を食べる。
川辺の茂みの中に営巣し、1腹4-8個の卵を産む。

## 人間との関係
開発による生息地の環境破壊が原因で生息数は減少している。